# Edo Ophof
Edo Ophof (født 21. maj 1959 i Rhenen, Holland) er en tidligere hollandsk fodboldspiller, der spillede som forsvarer. Han var på klubplan tilknyttet NEC Nijmegen, Ajax, AZ Alkmaar og FC Utrecht, med læmgst tid (8 sæsoner) hos Ajax. Her var han med til at vinde tre hollandske mesterskaber, tre pokaltitler samt Pokalvindernes Europa Cup.
Ophof spillede desuden 15 kampe for det hollandske landshold, hvori han scorede to mål.

## Titler
Æresdivisionen
- 1982, 1983 og 1985 med Ajax

KNVB Cup
- 1983, 1986 og 1987 med Ajax

Pokalvindernes Europa Cup
- 1987 med Ajax